# 塞壬

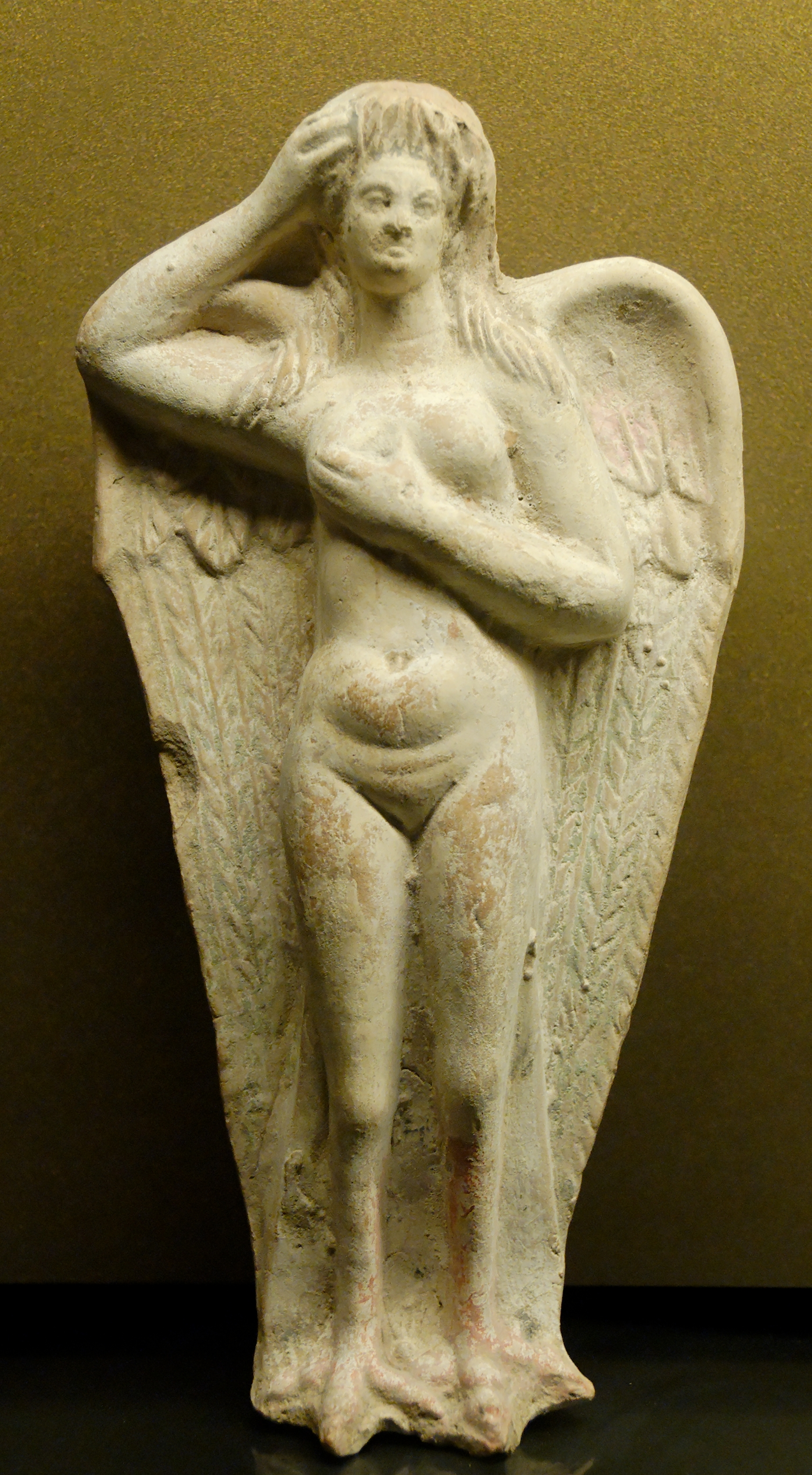
墓碑雕刻塞壬，發現於彌裡娜，公元1世纪

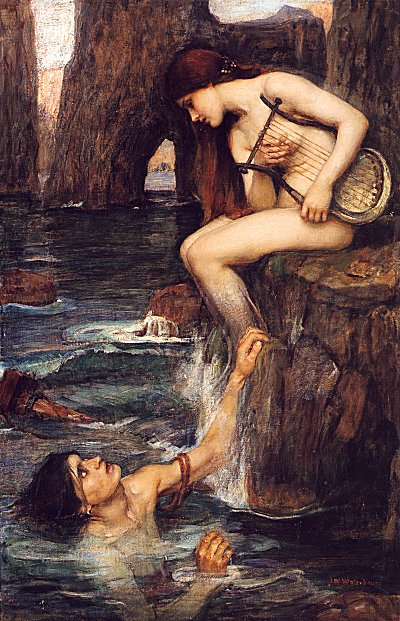
《塞壬》（约翰·威廉姆·沃特豪斯/画、1900年）一个被诱惑而溺水的航海者绝望地看着塞壬美丽的容颜，他不得不崇拜这神秘的海妖，而塞壬弯着身体弹着琴，像一个天真无邪的少女。人鱼的尾巴构成的双腿，使人联想到安徒生童话中的美人鱼。诸多画家企图借古希腊神话题材来表达自己对“女人即恶魔”这一唯美主义观念的看法。

在希臘神話中，塞壬（古希臘語及其羅馬化形式：Σειρήν，Seirḗn（單數）；Σειρῆνες，Seirênes（複數））是危險的生物，它們用迷人的音樂和歌聲引誘附近的水手在他們島嶼的岩石海岸上觸礁。也有人說，他們甚至可以魅惑風。羅馬詩人將它們設置在一些名為 Sirenum scopuli 的小島上。在後來一些合理化的傳統中，“繁花似錦”的 Anthemoessa 島或 Anthemusa等字面地理是固定的：有時在 Pelorum 岬（今稱 Faro 岬），有時在被稱為 Sirenuse 的島嶼、帕埃斯圖姆附近，或在卡布里島，這些地方都被懸崖和岩石包圍。

## 形象与名称
根据荷马史诗《奥德赛》中描写，塞壬女妖们居住在西西里岛附近海域的一座遍地是白骨的岛屿上，她们用自己天籁般的歌喉使得过往的水手倾听失神，航船触礁沉没。
民间的迷信传说认为，塞壬最初为美丽的海上仙女，后来被描绘为邪恶的精灵。她们同样是女人的头和鸟的身躯，塞壬与哈耳庇厄相似，但鸟身女妖多被描写成凶暴粗野，兴灾作乱的恶兽；而誘人致命的塞壬，却是姿容娇艳、体态优雅，有时也会被描绘为美人鱼的形象。
荷马史诗《奥德赛》中说塞壬女妖只有两位，书中并没有给出她们的名字。荷马史诗的研究学者—萨洛尼卡的欧斯塔修斯（Eustathius of Thessalonica）在评点《奥德赛》时，提到荷马史诗中两位塞壬的名字应该是：
- 阿格劳斐墨（Αγλαοφεμη、Aglaopheme，「华美」之意）
- 忒尔克西厄珀亚（Θελξιεπεια、Thelxiepeia，「魅惑」之意）。

古希腊陶瓶艺术的绘画中同样也提到了两位塞壬的名字：
- 希墨洛珀（Ίμερόπη、Himerope，「柔音」之意）
- 忒尔克西厄珀亚（Θελξιεπεια、Thelxiepeia，「魅惑」之意）。

有些作家则说塞壬女妖有三位或者是四位，一般塞壬女妖以三位而著称，三姐妹通常一个吹笛，一个唱歌，另一个弹琴。古希腊悲剧诗人吕哥弗隆的《亚历山德拉》（Alexandra）中说她们是：
- 帕耳忒诺珀（Παρθενοπη、Parthenope，「贞音」之意）
- 利革亚（Λιγεια、Ligeia，「清调」之意）
- 琉科西亚（Λευκωσια、Leucosia，「白女」之意）。

许癸努斯的著作《传说集》（Fabulae）中则说她们是四位，名字为：
- 忒勒斯（Θελες、Teles，「精确」之意）
- 赖德涅（Ραιдνη、Raidne，「改善」之意）
- 摩尔珀（Μολπη、Molpe，「歌曲」之意）
- 忒尔克西俄珀（Θελξιόπη、Thelxiope，「魅音」之意）。

在其它版本中，与上述名字的写法略有不同，但意思相近，伪阿波罗多洛斯的《书库》E7. 18说她们是：
- 珀伊西诺厄（Πεισινοη、Peisinoe，「动感」之意）
- 阿格劳珀（Αγλαοπη、Aglaope，「华音」之意）
- 忒尔克西厄珀亚（Θελξιεπεια、Thelxiepeia，「魅惑」之意）。

阿波罗尼奥斯引用了赫西俄德给出的名字，说她们是：
- 忒尔克西诺厄（Θελξινοη、Thelxinoe，「陶醉」之意）
- 摩尔珀（Μολπη、Molpe，「歌曲」之意）
- 阿格劳福诺斯（Αγλαοφωνος、Aglaophonus，「华声」之意）。

## 神话

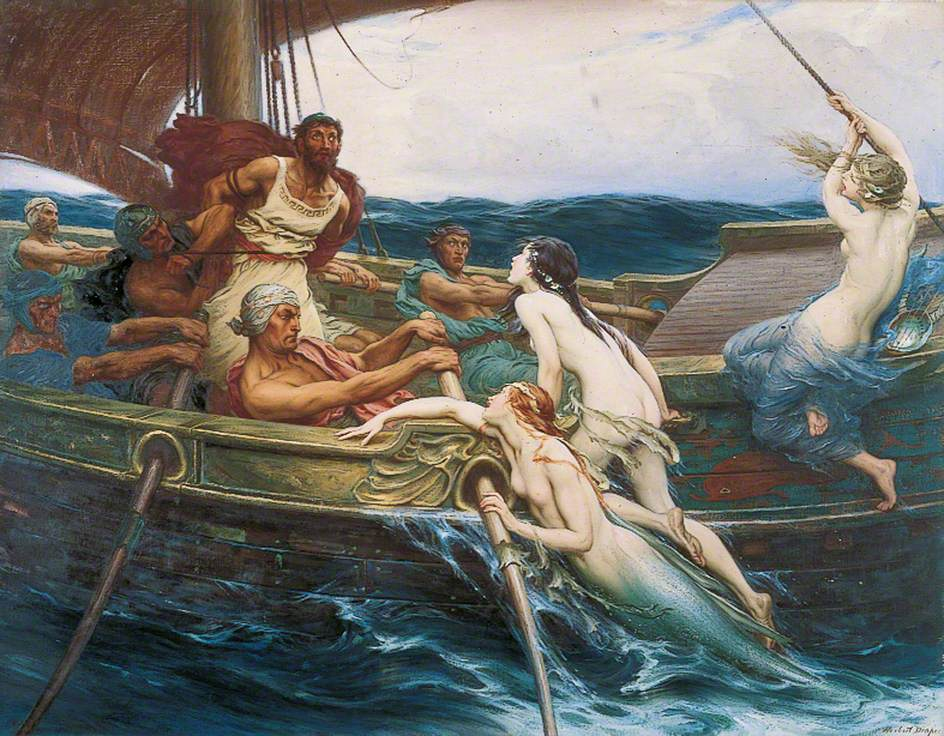
《奥德修斯与塞壬女妖》（赫伯特·詹姆斯·德拉波/画、1910年）奥德修斯是特洛伊战争中的英雄，但面对海妖塞壬的诱惑时也因差點迷失自我而讓船員將他綁在甲板的桅桿上。这群美丽的塞壬女妖在19世纪末英国唯美主义运动中引起广泛的争议，赫伯特就是当时的主要先锋之一。

塞壬是河神埃克羅厄斯的女兒，是從他的血液中誕生的美麗妖精。因為與繆斯比賽音樂落敗而被繆斯拔去雙翅，使之無法飛翔。失去翅膀後的塞壬只好在海岸線附近游弋，有時會變幻為美人魚。用自己的音樂天賦吸引過往的水手使他們遭遇滅頂之災。塞壬居住的小島位於墨西拿海峽附近，同時還有另外兩位海妖斯基拉和卡呂布狄斯居住在那裡。也正是如此，那一帶海域早已堆滿了受害者的白骨。
只有两位希腊神话中的英雄安全经过了塞壬的领域，其一是阿尔戈英雄中的俄耳甫斯，他弹奏竖琴，亦令塞壬为之倾倒；另一位是特洛伊战争英雄奥德修斯，他让手下的海员以白蜡封住双耳，至于他为了聆听塞壬的歌声而将自己绑缚在桅杆上，并且命令海员不管他如何乞求都不要松开他。听到歌声后，他果然被诱惑，命令海员松绑，海员则将他绑得更紧。塞壬女妖用自己的歌声引诱奥德修斯与他的伙伴们失败後，三姐妹中的老大帕耳忒诺珀因為深深地愛慕著奧德修斯，所以當他的船隻走過後，帕耳忒诺珀与其他姐妹一同投海自尽，化为悬崖岩壁；也有别的说法是帕耳忒诺珀投海自尽后，她的尸体漂浮到了那不勒斯湾，在那里人们专门为她修了一座纪念碑。
在其它记载中，塞壬是冥界的引路人。相传塞壬原本是美丽的山林女仙，是冥王所劫的冥后珀耳塞福涅的玩伴，因未能尽到保护珀耳塞福涅的职责，被农业女神得墨忒耳罚变为人首鸟身的怪形，专为亡魂向冥界引路。鸟体女妖在某些传说中是勾魂的使者，进一步显示了两者间的可能关联。

## 相關文學作品/商品
- 唐娜·喬·娜波莉/著 陳瀅如/譯《海妖悲歌》（Sirena）繆思出版 臺灣 2004.07.30 ISBN 957-29530-6-0
- 維克·德·棟德（荷兰语：Vic de Donder）. . 發現之旅. （#22）. 陳偉豐/譯. 上海: 上海人民出版社. 2004年1月  [2017-04-06]. ISBN 978-7-20804-447-0. （原始内容存档于2020-08-21）.
- 《獵獸神兵》中第二十六號部隊「擬神兵部隊」的隊員碧翠絲／朵莉絲，擬神兵型態為「海中鳥身女妖 賽蓮」、雙臂為鳥翼的美人魚。
- 《聖鬥士星矢》中的海將軍蘇蘭特。
- 夢工場的《辛巴達七海傳奇》中引用海妖賽蓮的傳說。
- PS2電玩死魂曲及其改編的日本電影《死魂曲》，引用海妖賽蓮（Siren）的傳說。
- 水無月嵩的漫畫作品《天降之物》中水中戰鬥用人造天使η即引用賽蓮這個名字。
- 弘煜科技的PC電玩《風色幻想5～赤月戰爭～》中水中BOSS引用賽蓮這個名字。
- MD游戏大航海时代系列，航行至地中海范围内有可能遇到海妖歌唱而来，船上25%的水手会有死亡。很多玩家误以为是美人鱼，实际上应该是塞壬。
- ABC電視臺影集《童話鎮》中，賽蓮所在的湖泊之水有能夠治百病、破除詛咒之功效。
- 《光速大冒險PIPOPA》中的賽蓮引用賽蓮(セイレーン)這個名字。她的歌聲會引發網絡震盪(ネットクエイク)。
- 《魔法俏佳人》第五期中，神奇飛仙和三妖后都使用的新力量Sirenix就是演變自 Siren 一字。
- GungHo的手机游戏龍族拼圖宠物图鉴中，编号091的（Siren），及进化后编号202的（Enchantress of the Sea, Siren），究极进化之后编号1100的（Sea God's Songstress, Siren）均引用（Siren）这个名字。
- 哆拉A夢大長篇《魔界大冒險》中有出現類似女妖
- 《精靈寶可夢 太陽／月亮》中的西獅海壬，為水系御三家球球海獅的最終進化。
- 《美少女戰士》第五期中，反派的水手铝賽蓮引用賽蓮這個名字。
- 《Suite 光之美少女♪》中的大调岛歌姬塞莲引用賽蓮這個名字。
- 海洋綺戀（The Siren）中主角的種族為參考賽蓮海妖。
- 知名手遊《碧藍航線》中登場的反派種族塞壬，引用賽蓮這個名字。
- 《詭魅海妖》(Siren)華特迪士尼電視之戲劇引用為劇名。
- 鷹角網絡開發的遊戲《明日方舟》中的虛擬唱片發行商塞壬唱片，引用了賽蓮這個名字。

## 外部連結
- 塞壬之鄉 人魚起源神話與傳說